# Harrisia gracilis
Harrisia gracilis és una espècie fanerògama que pertany a la família de les cactàcies.

## Descripció
Harrisia gracilis té un creixement arbustiu, està ricament bifurcada, formant grups amb unitats erectes i esteses. Les tiges són verdes i molt allargades cilíndriques amb un diàmetre de 2,5 a 4 centímetres, i assoleixen una longitud de 3 a 5 metres. Té entre nou i onze costelles disponibles amb arèoles que porten de 7 a 16 espines separades, rectes, fortes i aciculars de color ocre grisenc o gris. Les flors fan una longitud de 15 a 20 centímetres i un diàmetre de 10 a 12 centímetres. El tub de la flor està ocupat amb pèls blancs suaus. Els fruits són grocs, suaus i estan plenes d'espines similars a pèls. Té un diàmetre de 3 a 6,2 cm i fan una longitud de 3 a 4 cm.

## Distribució
És endèmica de Jamaica. És una espècie rara a la vida silvestre.

## Taxonomia
Harrisia gracilis va ser descrita per (Mill.) Britton i publicat a Bulletin of the Torrey Botanical Club 35(12): 563. 1908.
Etimologia
Harrisia: nom genèric que va ser anomenat en honor del botànic irlandès William Harris, qui va ser Superintendent de jardins públics i plantacions de Jamaica.
gracilis epítet llatí que significa "prim, esvelt".
Sinonímia
- Cactus gracilis
- Cereus gracilis (basiònim)
- Harrisia undata
- Harrisia donae-antoniae[3]